# International High IQ Society
Die International High IQ Society ist eine Vereinigung für Begabte, die – ähnlich wie die ältere Colloquy – vollständig auf das Internet als Kommunikationsmedium setzt.

## Aufnahme-Kriterium
Die einzige Voraussetzung zur Mitgliedschaft der Nachweis eines Intelligenzquotienten (IQ), der höher liegt als bei 95 % der Gesamtbevölkerung; insofern ist die Bezeichnung „High IQ“ in diesem Verein nicht mit der üblichen Definition von Hochbegabung gleichzusetzen, die einen IQ höher als 98 % der Bevölkerung bezeichnet.

## Geschichte
Der Verein wurde im April des Jahres 2000 als „New York High IQ Society“ von Nathan Hasselbauer in New York City gegründet. Da das internationale Interesse schnell das lokale Interesse der New Yorker Mitglieder übertraf, wurde der Verein schon im Juli desselben Jahres umbenannt und trägt seitdem seinen heutigen Namen.
Der Verein hatte 2003 nach Angaben des Gründers schon 7000 Mitglieder, und damit mehr als etablierte Vereine wie Intertel oder Triple Nine Society. Anders als bei diesen oder bei der größten Hochbegabtenvereinigung Mensa International ist eine Qualifikation über einen im Internet ablegbaren IQ-Test möglich. Kausal für den schnelleren Mitgliederzuwachs ist auch der für den Beitritt erforderliche niedrigere IQ, der eine wesentlich größere Zielgruppe anspricht als Hochbegabtenvereinigungen.
In einem Interview, das er 2003 dem Details Magazin gab, führte Gründer Nathan Hasselbauer die Ziele seines Vereins genauer aus und erklärt, dass es das Ziel seines Vereins sei, die Genies des Alltags anzuziehen und die Mitgliedschaft so einfach wie möglich zu machen.
Im Dezember 2005 veröffentlichte die „International High IQ Society“, die lange Zeit trotz wachsender internationaler Mitgliederzahlen nur englischsprachige IQ-Tests angeboten hatte, eine erweiterte Website, die vom Verein entwickelte IQ-Tests auf Deutsch, Französisch und Spanisch anbot.

## Mediennutzung
Im Gegensatz zu klassischen Vereinen findet der Austausch zwischen Mitgliedern der IHIQS primär im Webforum des Vereins statt. Es gibt keine regelmäßige Vereinszeitschrift.

## Hamilton Institute
Im Jahr 2001 schuf die „International High IQ Society“ das „Hamilton Institute for Policy Research“, eine Denkfabrik, die von Mitgliedern, und seit 2007 auch von Nichtmitgliedern, für die Publikation von wissenschaftlichen Arbeiten genutzt werden kann.